# Magnus Cort
Magnus Cort Nielsen (Bornholm, 16 de enero de 1993) es un ciclista profesional danés que desde 2024 corre para el equipo noruego Uno-X Mobility de categoría UCI ProTeam.

## Biografía
En agosto de 2014 firmó con el equipo UCI ProTeam Orica GreenEDGE, después de haber conseguido hasta la fecha numerosos triunfos con el modesto equipo Cult Energy. Venía de conseguir un total de 11 victorias en la temporada, destacando la Istrian Spring Trophy y la Ronde de l'Oise, además de vencer en etapas de la Vuelta a Dinamarca y del Tour de los Fiordos.
Le costó adaptarse al Orica y en su primer año no obtuvo victoria alguna, aunque en 2016 se integró completamente ganando una etapa de la Vuelta a Dinamarca, pero sobre todo dos etapas al sprint de la Vuelta a España.
En 2018 fichó por el equipo kazajo Astana con el que consiguió victorias en el Tour de Francia, Tour de Omán y Tour de Yorkshire.
Desde el 2020 corre en el equipo EF Education-EasyPost, con el que ha logrado victorias en la Vuelta a España, el Giro de Italia y en el Tour de Francia.

## Palmarés
| 2013 - 1 etapa del Tour de Thüringe - 1 etapa de la Vuelta a Lieja - 2 etapas de la Vuelta a Dinamarca 2014 - Istrian Spring Trophy, más 2 etapas - Himmerland Rundt - Destination Thy - Ringerike G. P. - 1 etapa del Tour de los Fiordos - Ronde de l'Oise, más 2 etapas - 1 etapa de la Vuelta a Dinamarca 2016 - 1 etapa de la Vuelta a Dinamarca - 2 etapas de la Vuelta a España 2017 - 1 etapa de la Vuelta a la Comunidad Valenciana - Clásica de Almería 2018 - 1 etapa del Tour de Omán - 1 etapa del Tour de Yorkshire - 1 etapa del Tour de Francia - 1 etapa del BinckBank Tour 2019 - 1 etapa de la París-Niza | 2020 - 1 etapa de la Estrella de Bessèges - 1 etapa de la Vuelta a España 2021 - 1 etapa de la París-Niza - 1 etapa de la Ruta de Occitania - 3 etapas de la Vuelta a España, más premio de la combatividad 2022 - 1 etapa del O Gran Camiño - 2.º en el Campeonato de Dinamarca Contrarreloj - 1 etapa del Tour de Francia 2023 - 2 etapas de la Vuelta al Algarve - 1 etapa del Giro de Italia 2024 - 1 etapa del Critérium del Dauphiné - Arctic Race de Noruega, más 1 etapa - 1 etapa de la Vuelta a Dinamarca - Clásica del Véneto 2025 - 3 etapas del O Gran Camiño |

## Resultados en Grandes Vueltas y Campeonatos del Mundo
| Carrera              | Carrera              | 2012 | 2013 | 2014 | 2015 | 2016  | 2017  | 2018 | 2019  | 2020 | 2021 | 2022 | 2023 | 2024 | 2025  |
| -------------------- | -------------------- | ---- | ---- | ---- | ---- | ----- | ----- | ---- | ----- | ---- | ---- | ---- | ---- | ---- | ----- |
|                      | Giro de Italia       | —    | —    | —    | —    | —     | —     | —    | —     | —    | —    | 95.º | 62.º | —    | —     |
|                      | Tour de Francia      | —    | —    | —    | —    | —     | —     | 68.º | 104.º | —    | 56.º | Ab.  | 96.º | 57.º | 130.º |
|                      | Vuelta a España      | —    | —    | —    | —    | 133.º | 126.º | —    | —     | 67.º | 77.º | —    | —    | —    | —     |
| Mundial en Ruta      | Mundial en Ruta      | —    | —    | —    | —    | 29.º  | 29.º  | —    | Ab.   | —    | Ab.  | 35.º | Ab.  | 24.º | —     |
| Mundial Contrarreloj | Mundial Contrarreloj | —    | —    | —    | —    | —     | —     | —    | —     | —    | —    | 21.º | —    | —    | —     |

—: no participa

Ab.: abandono

## Equipos
- Concordia Forsikring-Himmerland (2012)
- Cult Energy (2013-2014)
  - Team Cult Energy (2013)
  - Cult Energy Vital Water (2014)
- Orica (2014[2] -2017)
  - Orica-GreenEDGE (2014-2016)
  - Orica-BikeExchange (2016)
  - Orica-Scott (2017)
- Astana Pro Team (2018-2019)
- EF Education First[3] (2020-2023)
  - EF Pro Cycling (2020)
  - EF Education-NIPPO (2021)
  - EF Education-EasyPost (2022-2023)
- Uno-X Mobility (2024-)